# Zutphense waterleiding
Het arrest Zutphense waterleiding, ook wel bekend als de Zutphense juffrouw of Zutphense waterjuffer (HR 10 juni 1910, W 9038), is een arrest van de Hoge Raad der Nederlanden met betrekking tot het leerstuk van de onrechtmatige daad. Het wordt gerekend tot de zogenaamde standaard arresten.
Het arrest bepaalde dat de toenmalige artikelen 1401 en 1402 BW over respectievelijk onrechtmatig doen en nalaten strikt gelezen moesten worden. Alleen handelingen die een wettelijke bepaling schonden of inbreuk maakten op iemands rechten waren onrechtmatig. Het artikel vermeldde niets over "onzorgvuldig" of "onbetamelijk" handelen en zulk handelen kon dan ook niet onrechtmatig zijn. Dit was van belang voor de vaststelling van eventuele verplichtingen tussen partijen buiten een contract.

## Casus
De zaak ging over het gedrag van juffrouw De Vries, bewoonster van een bovenhuis in Zutphen. Dat bovenhuis had met het daaronder liggende pakhuis een gemeenschappelijke waterleiding. In de nacht van 4 op 5 januari 1909 sprong in het pakhuis door bevriezing de waterleiding, er was op dat moment lederen kleding opgeslagen. De hoofdkraan van de waterleiding bevond zich in de bovenwoning maar juffrouw De Vries, weigerde deze dicht te draaien ondanks de dreigende waterschade voor de eigenaar van de kleding. De Vries voelde zich in haar nachtrust gestoord en vond de vrees van de ondernemer overdreven. Pas na veel aandringen draaide ze de kraan dicht, maar de schade was reeds geleden. Deze beliep ƒ 9,45.
De eigenaar, Nijhof, stapte naar de rechter en eiste schadevergoeding omdat dit weigeren onrechtmatig zou zijn jegens hem. Nadat de kantonrechter zijn vordering had afgewezen, gaf de rechtbank hem in hoger beroep gelijk: het begrip 'onrechtmatige daad' uit de wet (art. 1401 en 1402 BW oud/art. 6:162 BW nieuw) moest niet zó beperkt worden uitgelegd dat alleen schending van een wettelijke of contractuele bepaling eronder viel. Ook handelingen "waarbij de noodige eerbied voor eens anders persoon, goederen of arbeid uit het oog wordt verloren" waren onrechtmatig.
De Hoge Raad bepaalde echter anders en oordeelde dat de uitleg van de rechtbank veel te ruim was:
(…) dat door zoodanige daden en nalatigheden (…) wel in strijd met hetgeen zedelijk en maatschappelijk betaamt kan zijn gehandeld; dat echter de toepasselijkheid van de artt. 1401 en 1402 BW niet daardoor wordt bepaald, maar afhangt van de bevinding of hetzij de daad, hetzij het verzuim al dan niet in strijd is met des daders rechtsplicht of inbreuk maakt op eens anders recht.
Volgens de Hoge Raad sprak het toenmalige artikel 1401 uit het BW (oud) duidelijk van schendingen van wettelijke plichten of het inbreuk maken op rechten van een ander. Onrechtmatig stond gelijk aan onwetmatig. Het wetsartikel sprak duidelijk van schendingen van wettelijke plichten of het inbreuk maken op rechten van een ander. Onbetamelijkheid stond er niet bij en was dus niet onrechtmatig.

## Gevolgen
Deze beslissing leidde tot verontwaardiging en veel juridische kritiek op de Hoge Raad der Nederlanden en het betreffende wetsartikel.  
In het arrest Lindenbaum/Cohen (1919) ging de Hoge Raad dan ook "om". Hier ging het om bedrijfsspionage: destijds niet specifiek verboden maar wel gezien als onbetamelijk. Het Zutphense Waterleidingarrest en de letterlijke interpretatie van het wetsartikel werden losgelaten en er werd bepaald dat men ook op grond van een ongeschreven rechtsplicht aansprakelijk kan worden gehouden voor schade. Met de inwerkingtreding van artikel 6:162 van het Nieuw Burgerlijk Wetboek is Lindenbaum/Cohen dan ook gecodificeerd door ongeschreven normen als aansprakelijkheidsgrond op te nemen.